# Julius Centerwall
Julius Ebbe Centerwall (født 22. august 1844 i Ramlösa ved Helsingborg, død 27. januar 1923 i Stockholm) var en svensk
skolemand og forfatter, fætter til Anders Fredrik Centerwall.
Centerwall blev student i Upsala 1862, Dr. phil. 1869. Han var 1870-72 adjunkt ved Gefles Latinskole og 1874-1910 rektor ved den lærde skole i Söderhamn, hvor han 1875 oprettede en højere pigeskole og 1887 Söderhamns arbejderinstitut.
Centerwall var den første, der bragte tanken frem om en pensionsforening for lærerinderne ved Sveriges højere pigeskoler, og han udvirkede 1879 hos foreningen "Lars Johan Hiertas minne" de nødvendige midler til denne forenings organisation.
Centerwall, der har foretaget flere udenlandsrejser i pædagogisk øjemed samt for at foretage arkæologiske studier, var i mange år en af Sveriges mest kendte talere og oplæsere og har som sådan søgt at popularisere klassisk arkæologi og antik historie.
Centerwall har blandt andet udgivet: "Spartiani vita Hadriani" (1870), "Romas kristna katakomber" (1881), "Julianus affällingen (1884), "Från Hellas och Levanten" (rejseskildring 1888), "Romas ruiner" (1889), "Handbok i romersk fornkunskap" (1881-91), "Grekernas och romarnas mytologi" (1897) og "Olympia och de olympiska spelen" (1903).
Dertil kommer artikler i tidsskrifter samt adskillige digte og fortællinger. Han var også en flittig oversætter. Nævnes må "Greklands och Roms literatur i urval och öfversättning, läsebok" (1883) og "Amaryllis af Drosinis" (oversættelse fra nygræsk, 1887). Årene 1897-1900 var Centerwall medlem af rigsdagens andet kammer (for Venstre).